# Piagapo
Piagapo ist eine philippinische Stadtgemeinde in der Provinz Lanao del Sur. Sie hat 25.440 Einwohner (Zensus 1. August 2015).

## Baranggays
Piagapo ist politisch in 37 Baranggays unterteilt.
| - Aposong - Bagoaingud - Bangco (Pob.) - Bansayan - Basak - Bobo - Bubong Tawa-an - Bubonga Mamaanun - Bualan - Bubong Ilian - Gacap - Katumbacan - Ilian Poblacion | - Kalanganan - Lininding - Lumbaca Mamaan - Mamaanun - Mentring - Olango - Palacat - Palao - Paling - Pantaon - Pantar - Paridi | - Pindolonan - Radapan - Radapan Poblacion - Sapingit - Talao - Tambo - Tapocan - Taporug - Tawaan - Udalo - Rantian - Ilian |